# Gare de Sorkifalud
La gare de Sorkifalud (en hongrois : Sorkifalud vasútállomás) est une halte ferroviaire hongroise, située à Sorkifalud.